# Agustín de la Rosa
Agustín de la Rosa (* vor 1764; † nach 1795) war ein spanischer Politiker und Militär.
Vom 8. April 1764 bis 1771 war er Gouverneur von Montevideo im heutigen südamerikanischen Uruguay und damit nach José Joaquín de Viana der Zweite, der diese Position innehatte. Er gründete zudem am 27. Juni 1795 die Stadt Melo. De la Rosa war mit María Sarde Laforet verheiratet.